# Secretaría General Técnica del Ministerio de Hacienda
La Secretaría General Técnica del Ministerio de Hacienda es el órgano directivo de dicho Departamento, adscrito a la Subsecretaría, responsable de dar asistencia técnica y administrativa a los órganos del Ministerio. Asimismo, lleva a cabo la realización de estudios e informes de interés general para el Departamento y las propuestas de reforma o mejoras de organización, procedimientos y métodos de trabajo, así como el asesoramiento jurídico general.
Igualmente, a través de sus órganos directivos lleva a cabo labores técnico-jurídicas, legislativas, sobre recursos administrativos y judiciales, todo lo relativo a documentación, archivos y publicaciones, transparencia, protección de datos, informática y estadística.

## Historia

### Etapa temprana
El órgano directivo se crea mediante el Decreto-ley de 25 de febrero de 1957 sobre reorganización de la Administración Central del Estado. En este decreto-ley, se le calificó «como órgano de estudio y documentación, asistencia técnica, coordinación y elaboración de planes» y necesario para «que su titular pudiera intervenir, junto a los Secretarios generales técnicos de los demás Ministerios económicos, en el estudio de la programación económica». Su primer titular fue César Albiñana García-Quintana, responsable los primeros meses de poner en marcha el órgano.
La estructura primigenia del órgano es desconocida, ya que solo se sabe que mediante una orden ministerial comunicada del 4 de julio de 1957, se le adscribieron algunos servicios dispersos en el Departamento. Días más tarde, el 9 de julio, se creó la Vicesecretaría General Técnica para asistir al Secretario así como suplirlo cuando fuere necesario, supervisar y dirigir el Servicio de Estudios y para gestionar el resto de asuntos que el titular del órgano directivo le delegara. Asimismo, se creó una Sección Administrativa para aquellos trabajos de carácter administrativo no técnico, así como la gestión del registro, archivos, habilitación, personal y otros asuntos que se le encargasen. En abril de 1958, se creó el Servicio de Revisión de Textos Legales para recopilar y refundir disposiciones legales de carácter financiero, así como trabajos preparatorios para la codificación de las leyes tributarias.
En 1962 se pone punto final a la fragmentación normativa en torno a este órgano y se aprueba una orden que estructura la SGT mediante una vicesecretaría, siete secciones (Estudios; Administrativa; Informes; Información Económica; Organizaciones Internacionales; Relaciones Fiscales Internacionales; y Estadísticas) y la Oficina de Organización y Métodos de Trabajo (adscrita desde 1958).
Unos años más tarde, en 1968, se reorganiza el Departamento. Se empieza a extender el uso de las subdirecciones generales en lugar de los servicios como principal órgano, y en el caso concreto de la SGT pasa de siete secciones a cuatro subdirecciones (Estudios; Asistencia Técnica Tributaria; Organización y Métodos; e Información Fiscal), asumiendo además las funciones de la Dirección General de Asistencia Técnica Tributaria.
- En el nivel inmediatamente inferior a las subdirecciones se encuadraban ahora las secciones, asumiendo la vicesecretaría aquellas de Información Económica, Organizaciones Internacionales, Regímenes Fiscales Especiales y la Sección Central.
- La Subdirección General de Estudios asumía las secciones y funciones relativas a la realización de estudios sobre política fiscal, económico-financieros, coyuntura económica y estadísticos, así como lo relativo a archivos, biblioteca y publicaciones.
- La Subdirección General de Asistencia Técnica Tributaria prestaba a los demás órganos ministeriales la asistencia técnica en relación con los tributos que antes daba la dirección general del mismo nombre. Asimismo, llevaba aparejada la adscripción de la Junta Central de Asistencia Técnica Tributaria.[10]
- La Subdirección General de Organización y Métodos realizaba estudios y propuestas sobre reformas estructurales de los servicios así como sobre la racionalización de la actividad administrativa.
- La Subdirección General de Información Fiscal que asumía las funciones del Servicio Central de Información en relación con la gestión e investigación de tributos.

Un año más tarde, en 1969, se lleva a cabo una leve reforma. La Subdirección General de Información Fiscal pasa a denominarse «de Estudios Económicos» con atribuciones sobre el estudio de los problemas económicos que afectaren a la actividad del Ministerio, la Subdirección General de Estudios pasa a llamarse «de Estudios Financieros» y la Subdirección General de Organización y Métodos se renombra como Subdirección General de Organización e Informática, asumiendo no solo sus competencias si no parte de la anterior Subdirección General de Información Fiscal.
El año 1971 fue otro año de importantes reformas. En el ámbito de la SGT, se suprimió la Subdirección General de Organización e Informática (cuyas funciones recayeron en la vicesecretaría) y la Subdirección General de Asistencia Técnica Tributaria pasó a denominarse Subdirección General de Asistencia Técnica, pasando a prestar un servicio genérico de soporte técnico a los órganos del Ministerio.  Igualmente, se suprimió la Junta Central de Asistencia Técnica Tributaria. Al mismo tiempo, el Instituto de Crédito a Medio y Largo Plazo se transformó en el Instituto de Crédito Oficial (ICO) y la SGT asumió las funciones administrativas de éste relativas a los informes y autorizaciones para la constitución de sociedades de empresas así como para la obtención de ventajas fiscales que le confería la Ley 196/1963, de 28 de diciembre, sobre Asociaciones y uniones de empresas, salvo las relativas a la vigilancia posterior.
En 1974 se le vuelve a adscribir la Subdirección General de Relaciones Fiscales Internacionales. Ese año y el siguiente sufrirá cambios, sin mayor relevancia, en los órganos inferiores al nivel de subdirección general. Precisamente, en 1975 se lleva a cabo con la Subsecretaría un intercambio de órganos: la SGT recibe el Gabinete Económico (renombrado como Subdirección General de Estudios Sectoriales y responsable de la realización de los estudios económicos necesarios para el conocimiento de la situación estructural y de los problemas de política económica de los distintos sectores de la economía) y la Subsecretaría asume la Subdirección General de Estudios Económicos.

### Transición democrática y actualidad
Una vez iniciada la transición hacia la democracia, los órganos y organismos estatales empiezan a orientarse al ámbito internacional, sobre todo con el objetivo de entrar en la Comunidad Económica Europea (CEE). Así, en julio de 1977, entre otras reformas en la hacienda pública, se crea en la Subdirección General de Estudios Financieros el Servicio de Armonización Fiscal, responsable de llevar a cabo los estudios y trabajos relativos a la armonización del sistema tributario con el de la CEE, recoger y analizar la documentación internacional precisa y emitir los informes que guarden relación con ese asunto.
Asimismo, en esta época la SGT, junto con la Dirección General de Tributos, es la encargada de coordinar la implantación del Impuesto sobre el Valor Añadido (IVA). En 1982 con el objetivo de reforzar su carácter asesor y coordinador de los centros directivos del Ministerio de Hacienda, así como para unificar la representación del Departamento en Organismos Internacionales en cuantas materias se relacionen con la Hacienda Pública, se realizaron las siguientes reformas.
- Se creó en la Vicesecretaría General Técnica el Servicio de Relaciones Interministeriales.
- Se creó directamente dependiente del secretario general técnico el Servicio de Seguimiento Legislativo.
- La Subdirección General de Estudios Financieros pasó a denominarse Subdirección General de Estudios Financieros y Organismos Internacionales. En su seno, se renombró el Servicio de Armonización Fiscal como Servicio de Comunidades Europeas y el Servicio de Estudios y Programación pasó a llamarse «de Legislación y Jurisprudencia». Asimismo, se creó el Servicio de Organismos Internacionales.
- La Subdirección General de Estudios Sectoriales se renombró como Subdirección General de Estudios Económicos Generales y se reorganizaron sus servicios.
- Se creó en la Subdirección General de Asistencia Técnica el Servicio de Asistencia Técnica Sectorial.
- Se creó en la Subdirección General de Relaciones Fiscales Internacionales la Unidad de Coordinación Tributaria Internacional.

#### Fusión de Economía y Hacienda
Pero sin duda, la reformas más relevantes fueron las acaecidas tras la fusión de los Ministerios de Hacienda y de Economía en 1982.
La primera de ellas, a principios de los años 1980, puso bajo la dependencia del subsecretario a la Secretaría General Técnica. También, se fusionaron las secretarías generales técnicas de Economía y Hacienda, dando lugar a una estructura simple pero en torno a dos vicesecretarías, una para asuntos económicos y otra para los financieros, y dos subdirecciones generales, una para coordinación e información administrativa y otra para coordinación legislativa.
Ambas vicesecretarías eran responsables, en su ámbito competencia, de la elaboración de informes así como de hacer de enlace y relación entre el Ministerio y organismos internacionales y con las Comunidades Europeas, esto es, parte de sus funciones eran de la ahora suprimida Subdirección General de Estudios Financieros y Organismos Internacionales. Asimismo, también fueron suprimidas la Subdirección General de Asistencia Técnica y la Subdirección General de Estudios Económicos Generales, si bien sus funciones se repartieron entre los diferentes órganos. Por último, perdió competencias en relación con las relaciones fiscales internacionales, pues la Subdirección General homónima fue adscrita a la Dirección Genera de Tributos.
Otra importante reforma se llevó a cabo a mediados de la década de 1990. En este tiempo, se creó una Vicesecretaría General Técnica para Asuntos de Comercio, Turismo y de la Pequeña y Mediana Empresa, se suprimieron las dos subdirecciones generales existentes y se añadieron otras cuatro (Información y Coordinación Normativa; Recursos Humanos; Contratación y Gestión Financiera; y Formación, Organización y Acción Social), además de un Centro de Publicaciones y Documentación.
Sin cambios hasta el 2000, en este año se volvieron separar los Ministerios y durante los próximos cuatro años, Hacienda y Economía serían departamentos independientes. La SGT de Hacienda se estructuró mediante dos vicesecretarías (una para asuntos financieros y presupuestarios y otra de control y coordinación de procedimientos normativos), dos subdirecciones generales (recursos, reclamaciones y relaciones con la Justicia, y relaciones internacionales) y el Centro de Publicaciones y Documentación). Apenas dos años después, se suprimieron las vicesecretarías pasando a una única, se mantuvo la Subdirección General de Recursos, Reclamaciones y Relaciones con la Justicia, se reorganizaron competencias que generó que la Subdirección General de Relaciones Internacionales se renombrara como «de Informes y de Relaciones Internacionales» y se le adscribió una Subdirección General de Información, Documentación y Publicaciones.
En 2004, a pesar de la vuelta a un superministerio económico, la SGT mantuvo una estructura discreta: una vicesecretaría y las subdirecciones generales de Informes sobre Asuntos Fiscales y Presupuestarios y Relaciones Internacionales, de Informes sobre Asuntos Económicos, de Recursos, Reclamaciones y Relaciones con la Justicia y de Información, Documentación y Publicaciones.

#### Actualidad
Desde 2012, se ha mantenido la independencia ministerial entre las carteras de Hacienda y Economía.
En 2012 se mantuvo prácticamente intacta la estructura con una salvedad: al asumir competencias sobre administraciones públicas y perder las económicas, la Subdirección General de Informes sobre Asuntos Económicos pasó a llamarse Subdirección General de Informes sobre Asuntos de Administraciones Públicas. A finales de 2013 se creó una nueva Subdirección General de Coordinación de la Información Económico-Financiera para la dirección y gestión de una Central de Información. Algo similar ocurrió a principios de 2017. Al asumir el ministerio competencias sobre función pública, la mencionada subdirección se renombró como Subdirección General de Informes sobre Asuntos de Función Pública, pero también se le añadieron las subdirecciones generales de Información de Transparencia y Contenidos Web y de Producción Normativa y Convenios.
En 2018, el Ministerio de Hacienda perdió competencias adicionales y se mantuvo únicamente con sus asuntos tradicionales sobre finanzas, así, la Subdirección General de Informes sobre Asuntos de Función Pública fue traspasada a la Secretaría General Técnica del Ministerio de Política Territorial y Función Pública. La Subdirección General de Información de Transparencia y Contenidos Web asumió competencias sobre protección de datos. Salvo cambios en denominaciones, el único cambio relevante en 2020 fue la adscripción de una Unidad de seguimiento, coordinación y gestión de procedimientos de responsabilidad patrimonial en el ámbito de la Administración General del Estado y las Entidades de Derecho Público de ella dependientes.
En 2021, al recuperar el departamento competencias sobre función pública, volvió a recuperar la Subdirección General de Informes sobre Asuntos de Función Pública. Esta se volvió a suprimir en febrero de 2024.

## Estructura y funciones
La Secretaría General Técnica está integrada por los siguientes órganos administrativos, a través de los cuales ejerce gran parte de sus funciones:
- La Vicesecretaría General Técnica, a la que le corresponde coordinar la participación del departamento en el Consejo de Ministros, en la Comisión Delegada del Gobierno para Asuntos Económicos, así como en el resto de Comisiones Delegadas del Gobierno y en la Comisión General de Secretarios de Estado y Subsecretarios; el seguimiento e informe de los actos y disposiciones de las comunidades autónomas que afecten a las competencias del Ministerio; la tramitación del informe preceptivo de la Secretaría de Estado de Presupuestos y Gastos en relación con la creación de Agrupaciones Europeas de Cooperación Territorial, así como de los informes que se soliciten, en su caso, por la Secretaría de Estado de Política Territorial en relación con los proyectos de convenios de cooperación transfronteriza que pretendan suscribir las comunidades autónomas y entidades locales; y la coordinación de las actuaciones de los distintos órganos directivos del departamento relativas al traspaso de funciones y servicios a las comunidades autónomas. Asimismo, se encarga del mantenimiento de las relaciones de carácter general con otros departamentos ministeriales, organismos y entidades, que no se asignen a otros órganos del ministerio.
- La Subdirección General de Informes y Relaciones Internacionales, a la que le corresponde la emisión de informes para la elaboración de los anteproyectos de ley, los proyectos de real decreto legislativo y los proyectos de disposiciones reglamentarias, así como sobre propuestas de convenios o acuerdos internacionales; la coordinación y apoyo de las Consejerías de Finanzas en el exterior; y el seguimiento y coordinación en materia de relaciones internacionales del Departamento, en especial, de las cuestiones prejudiciales y procedimientos contenciosos con la Unión Europea y de la transposición de directivas, así como el ejercicio, en coordinación con el Ministerio de Asuntos Exteriores, Unión Europea y Cooperación, del resto de las competencias en relación con la Unión Europea y con los organismos internacionales y autoridades extranjeras en las materias propias del departamento no expresamente asignadas a otros órganos directivos.
- La Subdirección General de Recursos, Reclamaciones y Relaciones con la Administración de Justicia, a la que le corresponden las relaciones con la Administración de Justicia; la tramitación y formulación de propuestas de resolución, de los recursos administrativos, de peticiones efectuadas al amparo del derecho de petición del artículo 29 de la Constitución; así como de los procedimientos de revisión de actos administrativos y de la declaración de lesividad, y la tramitación de las reclamaciones de responsabilidad patrimonial derivadas del funcionamiento de los servicios de la competencia del Ministerio. Asimismo, es responsable de la tramitación y formulación de las propuestas de resolución de los recursos previstos en la Ley de Contratos del Sector Público cuando su resolución corresponda al ministro de Hacienda.
- La Subdirección General de Documentación y Publicaciones, a la que el corresponde la gestión del programa editorial del departamento y la coordinación, impulso y difusión de publicaciones; la preparación de compilaciones de las disposiciones vigentes que afecten al Ministerio y la proposición de refundiciones o revisiones editoriales de textos legales que se consideren oportunas; la organización, gestión y mantenimiento de las bibliotecas, archivos del departamento y su documentación; la gestión y coordinación de la política de gestión de documentos electrónicos del departamento; la prestación del servicio de información administrativa del departamento (salvo en interpretación de la normativa tributaria, que corresponde a la Dirección General de Tributos); la gestión y mantenimiento de la información correspondiente al ministerio en el Directorio Común de Unidades Orgánicas y Oficinas DIR3; así como la coordinación de las oficinas de asistencia en materia de registros del departamento.
- La Subdirección General de Coordinación de la Información, Datos, Servicios Web y Transparencia, a la que le corresponde la gestión, mantenimiento y coordinación de los portales web, intranet y sede electrónica del Ministerio y sus centros directivos y organismos; la representación del Ministerio en los grupos de trabajo vinculados a estas funciones; así como ejercer la función de Unidad responsable de accesibilidad del Ministerio de Hacienda, incluyendo sus organismos públicos. Por otra parte, asume la función de Unidad de Información de Transparencia del Departamento, tanto en lo referente a la publicidad activa como en el impulso y coordinación del derecho de acceso en todas sus fases; la coordinación de la actividad del departamento en relación con la reutilización de la información pública y de las actuaciones en los planes de Gobierno Abierto y el mantenimiento de la información contenida en el Sistema de Información Administrativa; y el ejercicio de las competencias relativas al delegado de protección de datos para el ámbito del Ministerio.
- La Subdirección General de Producción Normativa y Convenios, a la que le corresponde la coordinación de los proyectos normativos que promueva el Ministerio y el seguimiento del correspondiente procedimiento de elaboración desde su inicio hasta la aprobación o elevación de aquéllos; el impulso de los proyectos legislativos y reglamentarios del departamento y la participación en grupos de trabajo que se constituyan para el análisis y elaboración de propuestas normativas; la coordinación para la elaboración de la propuesta del Ministerio a incluir en el Plan Anual Normativo del Gobierno, la comprobación del adecuado cumplimiento de los requisitos de tramitación normativa previstos en la Ley del Gobierno, velar por el cumplimiento de las directrices en materia de la calidad normativa, y servir como punto de contacto a los efectos de la Ley 20/2013, de 9 de diciembre, de garantía de la unidad de mercado. Igualmente, asume la tramitación de la autorización previa de los convenios que suscriba el Ministerio, así como la gestión del Registro Electrónico Estatal de Órganos e Instrumentos de Cooperación, sección correspondiente a los convenios..
- La Subdirección General de Coordinación de la Información Económico-Financiera, a la que le corresponde la dirección y gestión de la Central de Información económico-financiera de las Administraciones Públicas (a la que corresponde la coordinación, captación y estructuración de la información económica- financiera producida por el Departamento a efectos de su publicación en el portal web del Ministerio por medio de la homogeneización de los criterios de la publicación de la información y definiendo su gobernanza para permitir el mantenimiento actualizado y completo de los contenidos); el diseño, desarrollo, gestión y actualización de acuerdo con lo establecido por la Secretaría General de Financiación Autonómica y Local de las aplicaciones para la captación material y transmisión a las unidades competentes de la información económico-financiera a suministrar; y la coordinación departamental en materia estadística con el Instituto Nacional de Estadística (INE), con otros departamentos ministeriales, especialmente en lo relativo al desarrollo del Plan Estadístico Nacional y de los programas anuales que lo desarrolla en el ámbito del departamento.
- La Unidad de Seguimiento, Coordinación y Gestión de Procedimientos de Responsabilidad Patrimonial en el ámbito de la Administración General del Estado y las Entidades de Derecho Público de ella dependientes. Con rango de Subdirección General, es responsable del estudio, coordinación, y en el caso de que le sea encomendada, la gestión de los procedimientos masivos de responsabilidad patrimonial, sin perjuicio de las competencias atribuidas a la Subdirección General de Recursos, Reclamaciones y Relaciones con la Administración de Justicia.

## Titulares
- César Albiñana García-Quintana (1957)[5]
- Juan Antonio Ortiz Gracia (1957-1962)[34]
- Antonio Barrera de Irimo (1962-1965)[35]
- Rafael Acosta España (1965-1969)[36]
- Francisco José Fernández Ordóñez (1969-1973)[37] (1)
- José Ramón Álvarez Rendueles (1973-1975)[38] (1)
- José Antonio Aguirre Rodríguez (1975)[39] (1)
- Anselmo Calleja Siero (1975-1976)[40] (1)
- José María Álvarez del Manzano y López del Hierro (1976-1977)[41] (1)
- Antonio Santillana del Barrio (1977-1979)[42] (1)
- Joaquín Soto Guinda (1979-1981)[43] (1)
- Jesús de Ramón-Laca Cotorruelo (1981-1982)[44] (1)
- Pedro Solbes Mira (1982-1985)[45] (2)
- Jesús Rodrigo Fernández (1985-1989)[46] (2)
- Rosa Rodríguez Moreno (1989-1996)[47] (2)
- María Mercedes Díez Sánchez (1996-1997)[48] (2)
- Eduardo Abril Abadín (1997-2000)[49] (2)
- Francisco Uría Fernández (2000-2002)[50] (1)
- Francisco Javier González Ruiz (2002-2012)[51] (1)(2)
- David Mellado Ramírez (2012-2016)[52] (3)
- Jorge Guillermo Pipaón Pulido (2016-2018)[53] (4)
- Marta de Andrés Novo (2018-2024)[54] (1)(4)
- Alberto José Sereno Álvarez (2024-presente)[55] (1)

(1) SGT Hacienda

(2) SGT Economía y Hacienda

(3) SGT Hacienda y Administraciones Públicas

(4) SGT Hacienda y Función Pública